# Copa da Liga Escocesa 1976–77
A Copa da Liga Escocesa de 1976-77 foi a 31º edição do segundo mais importante torneio eliminatório do futebol da Escócia. O campeão foi o Aberdeen F.C., que conquistou seu 2º título na história da competição ao vencer a final contra o Celtic F.C., pelo placar de 2 a 1.

## Premiação
| Copa da Liga Escocesa de 1976-77  |
| Escócia                           |
| --------------------------------- |
| Aberdeen F.C. Campeão (2º título) |